# Ingo Hasselbach
Ingo Klier, früher Ingo Hasselbach (* 14. Juli 1967 in Ost-Berlin) ist ein bekannter deutscher Aussteiger aus der Neonazi-Szene. Er ist Autor der Bücher Führer Ex (englisch, mit Tom Reiss) und Die Abrechnung – ein Neonazi steigt aus (deutsch) sowie Mitbegründer der Neonazi-Aussteiger-Organisation Exit Deutschland. 
Seit 2000 arbeitet er, zumeist unter dem Namen Ingo Klier, oder Ingo von Heland (der Name aus einer vorherigen Ehe) beim Film.

## Leben
Klier wuchs als Kind zweier Journalisten in Ost-Berlin auf. Seine Mutter war Redakteurin beim ADN, sein Vater Hans Canjé, Chef des Jugendradios, war überzeugter Antifaschist und Kommunist. Nach der Schule begann Klier eine Maurerlehre. Schon 1985 folgte die erste Verurteilung wegen „Rowdytums“. Mit der Eheschließung 1987 änderte er seinen Namen auf Ingo Hasselbach. Zwei Jahre später ließ er sich scheiden, behielt aber den Namen seiner ehemaligen Frau. Sein öffentlicher Ausruf „Die Mauer muss weg!“ bescherte ihm 1987 einen neunmonatigen Gefängnisaufenthalt. Dabei lernte er 1988 in der Strafanstalt Brandenburg (Havel) die verurteilten NS-Kriegsverbrecher Heinz Barth und Henry Schmidt kennen, schloss sich der Neonazi-Szene an und wurde dafür erneut belangt. Während ein erster Fluchtversuch über die Tschechoslowakei fehlschlug und eine wiederholte Inhaftierung (drei Monate) nach sich zog, gelang ihm am 6. November 1989, drei Tage vor dem Fall der Mauer, die Flucht in die Bundesrepublik Deutschland.
In der Zeit nach der Wende und friedlichen Revolution betätigte er sich führend in verschiedenen neo-nationalsozialistischen Organisationen wie der Nationalen Alternative und der Kameradschaft Sozialrevolutionäre Nationalisten. Unter anderem war er der Kontaktmann in Ost-Berlin für die Neonaziführer Michael Kühnen und Christian Worch. 1993 beschloss er, unter anderem wegen der Morde an türkischen Asylbewerbern, sich aus der Neonazi-Szene zurückzuziehen. Zu diesem Zeitpunkt hatte er schon drei Jahre in Haftanstalten (u. a. wegen Volksverhetzung) verbracht.
Seinen offensiven Umgang mit dem Ausstieg und die Veröffentlichung des Buches Die Abrechnung quittierten seine ehemaligen Kameraden mit einem nur knapp gescheiterten Anschlag (Buchbombe) auf seine Mutter. Nachfolgend offenbarte Ingo sein ganzes Wissen über die Neonazi-Szene dem Bundeskriminalamt, obwohl er damit nicht nur andere, sondern auch sich selbst stark belastete. 1997 wurde er für einen von ihm zugegebenen Brandanschlag auf einen links-alternativen Jugendklub zu einer zweijährigen Bewährungsstrafe verurteilt.
Immer öfter bereiste er nach 1995 die USA, wo er sich im Zuge des Bombenanschlags auf das Murrah Federal Building in Oklahoma City journalistisch betätigte und dabei auf die terroristischen Aktivitäten der Neonazi-Szene einging. Sein Artikel, der u. a. in der New York Times abgedruckt wurde, sorgte für großes Aufsehen und ebnete ihm den Weg zur Veröffentlichung von Führer Ex, der englischen Version von Die Abrechnung.
Nachdem Hasselbach 1996 sein zweites Buch Die Bedrohung – mein Leben nach dem Ausstieg fertiggestellt hatte, lebte er einige Zeit in den USA und Großbritannien und setzte sich öffentlich für die Abschaffung der Todesstrafe ein, wobei seine Artikel stets ein Thema in den Medien waren. Seit dieser Zeit bis 2000 arbeitete er zusammen mit Winfried Bonengel am Drehbuch zum Film Führer Ex, der Ende 2002 in die Kinos kam.
Seit 1999 arbeitet er beim Film im Bereich Szenenbild unter anderem mit Dominik Graf, Helmut Dietl, Urs Egger, Michael Klier, Roland Suso Richter, Friedemann Fromm, Bill Condon und Edward Berger zusammen.
Seit März 2000 war er mit der Regisseurin Maria von Heland verheiratet und lebte nach der Geburt seiner Kinder aus Sicherheitsgründen im europäischen Ausland. Die Ehe wurde geschieden. Seit 2017 tritt Hasselbach wieder in der Öffentlichkeit auf. Im Juli 2017 führte er eine Veranstaltung zum 25. Jahrestag der fremdenfeindlichen Ausschreitungen in Rostock-Lichtenhagen durch. Zusätzlich ist er seit 2020 als Referent für die Konrad-Adenauer-Stiftung mit Workshops zum Thema DDR und Rechtsextremismus an Schulen im gesamten Bundesgebiet unterwegs.
Seit Februar 2018 ist er mit der deutschen Fotografin, Autorin und Filmproduzentin Nadja Klier verheiratet. Seitdem tritt er als Ingo Klier in der Öffentlichkeit auf. Er arbeitete am 2022 erschienenen und Oscar prämierten Antikriegsfilm Im Westen nichts Neues mit.

## Filme
- Recycled, Spielfilm (1998), Regie Maria von Heland
- Lost Sons – Verlorene Söhne, Dokumentarfilm (2000), Regie Fredrik von Krusenstjerna
- Führer Ex, Spielfilm (2002), als Drehbuchautor
- Womb, Spielfilm (2010), als Schauspieler
- Neonazi-Aussteiger: Wir wollten den Umsturz, Dokumentarfilm von Birgit Wärnke (2021)

## Bücher
- Ingo Hasselbach, Winfried Bonengel: Die Abrechnung. Ein Neonazi steigt aus. Aufbau Verlag, Berlin/Weimar 1994, ISBN 3-351-02413-4.
  - Die Abrechnung. Ein Neonazi steigt aus. Hörbuch, gesprochen von Jonatan von Heland, Hans Narva und Jörg Hartmann, 2024. freier Download.
- Burkhard Schröder: Ich war ein Neonazi – über Ingo Hasselbach. Ravensburger Verlag, 1994, ISBN 3-473-35139-3.
- Ingo Hasselbach: Fuehrer Ex. Random House, 1995.
- Ingo Hasselbach: Die Bedrohung – mein Leben nach dem Ausstieg aus der rechten Terrorszene. Aufbau Verlag, Berlin 1996, ISBN 3-351-02446-0.
- Ingo Hasselbach: Kapitel „Angst“ in Freya Klier (HG): Und wo warst du? 30 Jahre Mauerfall, Herder Verlag, 2019, ISBN 978-3-451-81670-3.

## Belege
1. ↑  Ingo Klier. Abgerufen am 17. März 2023 (deutsch).
2. ↑  Birgit Wärnke, Julian Feldmann: Der Traum vom Umsturz. Neonazis und die Wende. In: Norddeutscher Rundfunk (NDR). Panorama - die Reporter, ARD, 1. September 2020, abgerufen am 4. September 2020.
3. ↑  Extremism: A Global Network. In: New York Times. 26. April 1995, S. A25.
4. ↑  Moderation: Claudia van Laak, Ulrich Ziegler: Neonazi-Aussteiger: Behörden waren vor Rechtsterrorismus gewarnt. In: deutschlandfunkkultur.de. 24. März 2012, abgerufen am 17. Februar 2024.
5. ↑  Vom Neonazi ins Oscar-Team: Die filmreife Geschichte des Ingo Klier. In: Der Tagesspiegel Online. ISSN 1865-2263 (tagesspiegel.de [abgerufen am 27. März 2023]).

| Personendaten    | Personendaten                                 |
| ---------------- | --------------------------------------------- |
| NAME             | Hasselbach, Ingo                              |
| ALTERNATIVNAMEN  | Füllgrap, Ingo                                |
| KURZBESCHREIBUNG | deutscher Autor, Aussteiger der Neonazi-Szene |
| GEBURTSDATUM     | 14. Juli 1967                                 |
| GEBURTSORT       | Berlin                                        |